# Museo Nacional Aeronáutico y del Espacio
El Museo Nacional Aeronáutico y del Espacio, es un organismo cultural encargado del resguardo y difusión del patrimonio aeronáutico de Chile.

## Historia
Fue creado el 13 de julio de 1944 como el Museo de Aviación, durante el gobierno de Juan Antonio Ríos mediante el Decreto Supremo n.º 486, el cual estipulaba, entre otras cosas, que se ubicaría en Santiago y que dependería de la Dirección General de Aeronáutica Civil (DGAC). Su primer Director fue el Teniente 1° de la Fuerza Aérea de Chile Enrique Flores Álvarez.

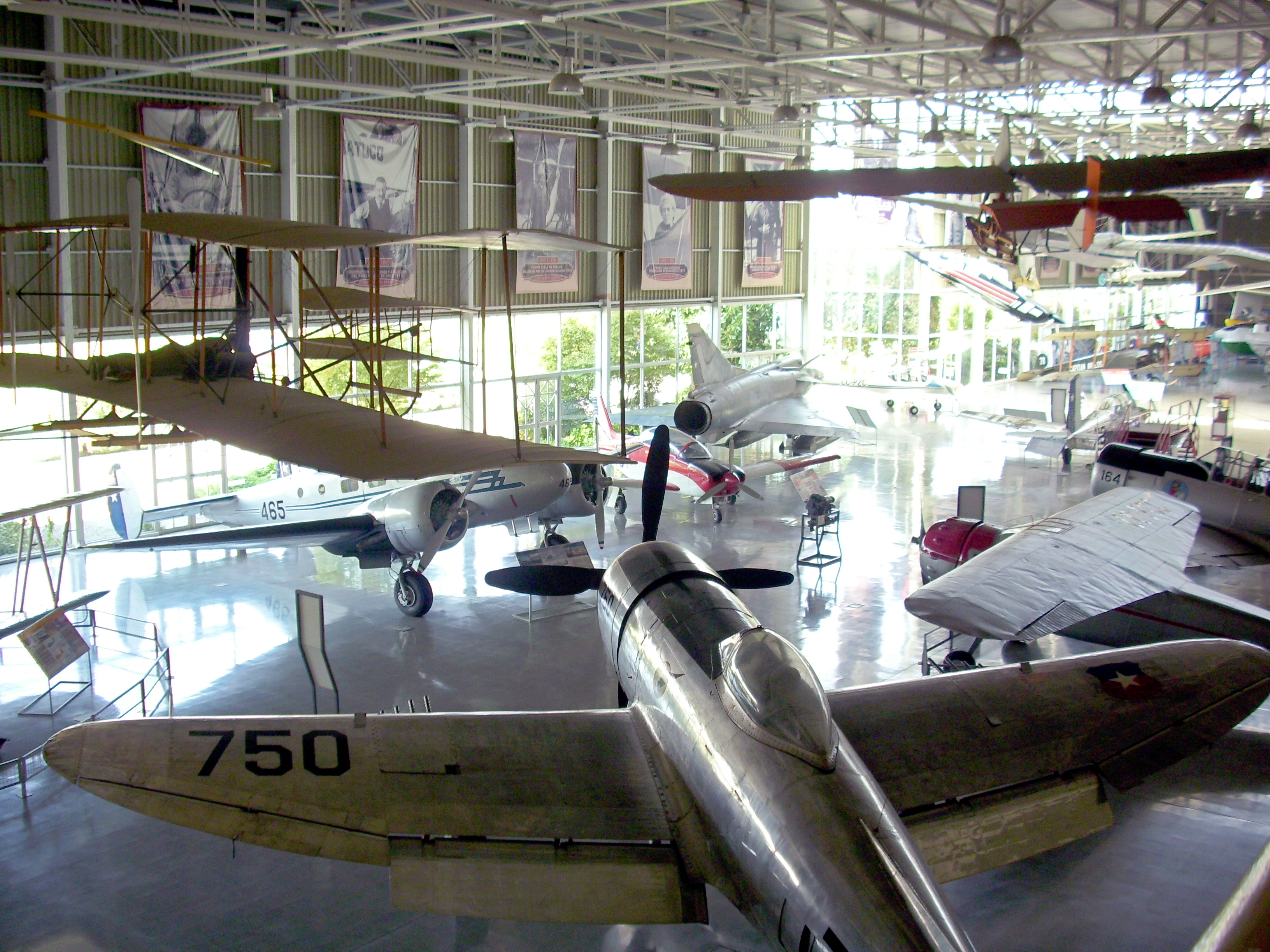
El salón principal del museo, similar a un hangar, donde se exhiben aeronaves de todas las épocas.

Paralelamente a la creación del Museo, se creó una Escuela de Aeromodelismo y Planeadores, con el objetivo de difundir el interés por la aeronáutica.[cita requerida]
Este museo ha estado ubicado en varios lugares dentro de la ciudad de Santiago, primero estuvo en el antiguo local de la Academia de Guerra en calle Catedral n.º 2092, Santiago Centro. Posteriormente, estuvo en las oficinas de la Dirección de Aeronáutica en Avenida Libertador Bernardo O'Higgins 1452; después se traslada al Museo Histórico Nacional; el 12 de diciembre de 1968 es trasladado al Pabellón París de la Quinta Normal; y, finalmente el 20 de septiembre de 1988 comienzan las obras de construcción para este museo, en la comuna de Cerrillos, cuyos terrenos eran del aeródromo Los Cerrillos (avenida Pedro Aguirre Cerda n.º 5000). El arquitecto que proyecto el edificio fue Fernando Torres Arancibia.
El 9 de marzo de 1992, el museo fue inaugurado por el entonces presidente de Chile, Patricio Aylwin, el ministro de defensa, Patricio Rojas, el comandante en jefe de la Fuerza Aérea, Ramón Vega, el director general de aeronáutica civil, José de la Fuente, y el director del museo, Mario Jahn. Más tarde, el entonces presidente, Eduardo Frei Ruiz-Tagle, firmó el Decreto Supremo n.º 800 del 26 de octubre de 1995, con el que se le reconoció el carácter de «nacional» y obtuvo su actual nombre.
Tras casi dos años de cierre debido a la pandemia de COVID-19, el museo fue reabierto en enero de 2022.[cita requerida]

## Colecciones
El museo cuenta con obras de artes; objetos ligados a la milicia; uniformes utilizados por la fuerza aérea; y, monumentos históricos que han sido parte de la evolución de la aeronáutica chilena.